# Los Mangos
Los Mangos es una comunidad  de México .  Se ubica en el municipio de Hueyapan de Ocampo y estado de Estado de Veracruz-Llave, en la zona sureste del país, 400 km al este de la Ciudad de México, capital del país. Los Mangos  se encuentra 350 metros sobre el nivel del mar, y cuenta con 2,699 habitantes. 
El terreno alrededor de Los Mangos es montañoso en el noreste, pero en el suroeste es plano. ] El lugar más alto de la zona es el Cerro Pico del Águila, de 867 metros sobre el nivel del mar, 10.8 km al noreste de Los Mangos. 
Hay alrededor de 47 personas por kilómetro cuadrado alrededor de Los Mangos, una población relativamente pequeña.  La ciudad más grande más cercana es Catemaco, 19.7 km al norte de Los Mangos. El área alrededor de Los Mangos está casi cubierta de campos . 